# Hermann Hankel
Hermann Hankel, nemški matematik, * 14. februar 1839, Halle, Nemčija, † 29. avgust 1873, Schramberg pri Tübingenu, Nemčija.

## Življenje in delo
Hanklov oče je bil profesor fizike v Halleju in je leta 1849 postal vodja fizikalnega oddelka v Leipzigu, kjer je Hermann obiskoval gimnazijo. V duhu tedanjega časa je najprej začel študirati na Univerzi v Leipzigu, nato pa še na univerzah v Göttingenu in Berlinu. Med drugimi je študiral in sodeloval z Möbiusom, Riemannom, Weierstrassom in Kroneckerjem, tedanjimi vodilnimi nemškimi matematiki. Doktoriral je leta 1862 iz teorije determinant.
Ukvarjal se je s teorijo kompleksnih števil, teorijo funkcij in zgodovino matematike.
Hankel je bil med prvimi, ki je raziskoval vpliv indijske matematike na razvoj hindujsko-arabskega številskega sistema in matematike, ki je izšla od tod. V zvezi s tem je dejal: »Ne moremo zanikati, da je sodobna matematika bolj podobna indijski matematiki kot pa matematiki starih Grkov.«